# Plettkea weberbaueri
Plettkea weberbaueri är en nejlikväxtart som först beskrevs av Reinhold Conrad Muschler, och fick sitt nu gällande namn av Johannes Mattfeld. Plettkea weberbaueri ingår i släktet Plettkea och familjen nejlikväxter. Inga underarter finns listade i Catalogue of Life.